# Arqueogenètica
L'arqueogenètica és l'estudi de l'ADN antic utilitzant diversos mètodes genètics moleculars i recursos d'ADN. Aquesta forma d'anàlisi genètica es pot aplicar a exemplars humans, animals i vegetals. L'ADN antic es pot extreure de diversos exemplars fossilitzats, com ara ossos, closques d'ou i teixits conservats artificialment en exemplars humans i animals. A les plantes, l'ADN antic es pot extreure de llavors i teixits. L'arqueogenètica proporciona evidències genètiques de migracions de grups de població antics, esdeveniments de domesticació i evolució de plantes i animals. L'ADN antic que es pot comparar amb l'ADN de poblacions genètiques modernes permet als investigadors fer estudis comparatius que proporcionen una anàlisi més completa quan l'ADN antic està compromès.
L'arqueogenètica rep el seu nom de la paraula grega arkhaios, que significa "antic", i del terme genètica, que significa "estudi de l'herència". El terme arqueogenètica va ser concebut per l'arqueòleg Colin Renfrew.
El febrer de 2021, els científics van informar que l'ADN més antic mai seqüenciat es va recuperar amb èxit d'un mamut que datava de més d'un milió d'anys.

## Context
Té el seu origen en l'estudi de grups sanguinis humans i la idea que aquest clàssic marcador genètic proporciona informació sobre les relacions entre lingüística i grup ètnics. Els primers treballs en aquest àmbit són de Ludwik i Hanka Hirszfeld, William Boyd i Arthur Mourant. Des del 1960 fins ara, Luigi Lucca Cavalli-Sforza ha utilitzat marcadors genètics clàssics per a examinar la població prehistòrica d'Europa, que va culminar en la publicació d'Història i Geografia dels Gens Humans el 1994.
Des de llavors, s'ha analitzat la història genètica de les principals plantes (per exemple, blat, arròs, blat de moro) i animals domèstics (per exemple, vaques, cabres, porcs, cavalls). S'han pogut presentar models biogeogràfics de la seva domesticació i cria, principalment sobre la base de la variació de l'ADN mitocondrial, encara que altres marcadors estan actualment sent objecte d'anàlisi a fi de complementar la descripció genètica (per exemple, el cromosoma Y per descriure la història dels mascles llinatge

## Primers treballs

### Ludwik Hirszfeld (1884-1954)
Ludwik Hirszfeld va ser un microbiòleg i seròleg polonès que va presidir la Secció de Grups Sanguinis del Segon Congrés Internacional de Transfusió Sanguínia. Va crear les bases sobre l'herència del grup sanguini amb Erich von Dungern el 1910, i hi va contribuir en gran manera al llarg de la seva vida. Va estudiar els grups sanguinis ABO. En un dels seus estudis de l'any 1919, Hirszfeld va documentar els grups sanguinis ABO i el color del pèl de les persones al front de Macedònia, la qual cosa li va portar a descobrir que el color del pèl i el tipus de sang no tenien cap correlació. A més, va observar que hi havia una disminució del grup sanguini A des d'Europa occidental fins a l'Índia i el contrari per al grup sanguini B. Va formular la hipòtesi que la relació entre els grups sanguinis de l'est i de l'oest es devia al fet que dos grups sanguinis, principalment l'A o el B, havien mutat a partir del grup sanguini O, i s'havien barrejat a través de la migració o el mestissatge. La major part del seu treball va consistir a investigar els vincles dels grups sanguinis amb el sexe, les malalties, el clima, l'edat, la classe social i la raça. El seu treball li va portar a descobrir que l'úlcera pèptica era més dominant en el grup sanguini O, i que les mares del tipus sanguini AB tenien una alta proporció de naixements entre homes i dones.

### Arthur Mourant (1904-1994)
Arthur Mourant va ser un hematòleg, químic i geòleg britànic, membre de la Royal Society. El seu treball va incloure l'organització de les dades existents sobre les freqüències dels gens del grup sanguini, i va contribuir en gran manera al mapa genètic del món mitjançant la seva recerca dels grups sanguinis en moltes poblacions. Mourant va descobrir els nous antígens dels grups sanguinis dels sistemes Lewis, Henshaw, Kell, i Rhesus, i va analitzar l'associació dels grups sanguinis i diverses altres malalties. També es va centrar en el significat biològic del polimorfismes. El seu treball va establir les bases de la arqueogenètica perquè va facilitar la separació de les proves genètiques de les relacions biològiques entre les persones. Aquestes proves genètiques s'utilitzaven anteriorment amb aquesta fi. També va proporcionar material que podia utilitzar-se per a valorar les teories de la genètica de poblacions.

### William Boyd (1903-1983)
William Boyd va ser un immunoquímic i bioquímic estatunidenc que es va fer famós per la seva recera en genètica de la raça durant la dècada de 1950. Durant la dècada de 1940, Boyd i Karl O. Renkonen van descobrir de manera independent que les lectines reaccionen de manera diferent als diferents tipus de sang, després de comprovar que els extractes crus de la mongeta i de la garlanda comuna aglutinaven els glòbuls vermells del tipus de sang A, però no dels tipus de sang B o O. Això va conduir finalment a la revelació de milers de plantes que contenien aquestes proteïnes. Amb la finalitat d'examinar les diferències racials i els patrons de distribució i migració dels diferents grups racials, Boyd va recollir i va classificar sistemàticament mostres de sang de tot el món, la qual cosa li va portar a descobrir que els grups sanguinis no estan influenciats pel medi ambient, i que són heretats. En el seu llibre Genetics and the Races of Man (1950), Boyd va classificar la població mundial en tretze races diferents, basant-se en els seus diferents perfils de tipus sanguini i en la seva idea que les races humanes són poblacions amb diferents al·lels. Una de les fonts d'informació més abundants respecte als trets heretables vinculats a la raça continua sent l'estudi dels grups sanguinis.

## Mètodes
La arqueogenètica pot incloure: l'anàlisi d'ADN recuperat de restes arqueològiques, és a dir, ADN fòssil; l'anàlisi d'ADN de les poblacions modernes (incloent els éssers humans i de plantes i espècies d'animals domèstics) amb la finalitat d'estudiar el passat humana i l'herència genètica de la interacció humana amb la biosfera, i l'aplicació de mètodes estadístics desenvolupats pels genetistes moleculars amb les dades arqueològiques.
Aquesta disciplina té el seu origen en l'estudi dels grups sanguinis humans i la comprensió que aquest marcador genètic clàssic proporciona informació sobre les relacions entre els grups lingüístics i ètnics. Els primers treballs en aquest camp són els de Ludwik i Hanka Hirszfeld, William Boyd i Arthur Mourant. En la dècada de 1960, Luigi Lucca Cavalli-Sforza va començar a utilitzar marcadors genètics clàssics per a examinar la població prehistòrica d'Europa, que va culminar amb la publicació de la història i geografia dels gens humans l'any 1994.
Des de llavors, s'ha analitzat igualment la història genètica de totes les nostres principals espècies relacionades amb la història humana (per exemple, blat, arròs, blat de moro) i els animals (per exemple, bestiar, cabres, porcs, cavalls). Diversos models per analitzar el moment i la biogeografia de la seva domesticació i posterior cria s'han proposat a partir d'aquestes anàlisis; basat principalment en la variació de l'ADN mitocondrial, encara que altres marcadors estan sent analitzats per a complementar la narració genètica (per exemple, el cromosoma I per a descriure la història de la línia masculina).

## Aplicació en l'arqueologia humana

### Àfrica
Es creu que els humans moderns van evolucionar a l'Àfrica fa almenys 200 kya (mil anys), amb algunes proves que suggereixen una data de més de 300 kya. L'examen de l'ADN mitocondrial (ADNmt), l'ADN del cromosoma Y i l'ADN del cromosoma X indica que la població més primerenca que va sortir d'Àfrica constava d'aproximadament de 1500 homes i dones. Diversos estudis han suggerit que les poblacions estaven geogràficament "estructurades" fins a cert punt abans de l'expansió fora d'Àfrica; això ho suggereix l'antiguitat dels llinatges d'ADNmt compartits. Un estudi de 121 poblacions de diversos llocs del continent va trobar 14 "cúmuls" genètics i lingüístics, cosa que suggereix una estructura geogràfica antiga per a les poblacions africanes. En general, l'anàlisi genotípica i fenotípica s'ha mostrat "gran i subdividida al llarg de gran part de la seva història evolutiva".
L'anàlisi genètica ha donat suport a les hipòtesis arqueològiques d'una migració a gran escala de parlants bantús al sud d'Àfrica d'aproximadament 5 kya. L'ADN de microsatèl·lits, els polimorfismes d'un sol nucleòtid (SNP) i els polimorfismes d'inserció/deleció (INDELS) han demostrat que les poblacions de parla nilosahariana provenen del Sudan. A més, hi ha proves genètiques que els descendents de parlants nilosaharians van emigrar del Sudan al llac Txad uns 8 kya. L'evidència genètica també ha indicat que les poblacions no africanes van fer contribucions importants al conjunt de gens africà. Per exemple, el poble Beja d'Àfrica del Sàhara té alts nivells d'ADN cushitic d'Orient Mitjà i d'Àfrica Oriental.

### Europa
L'anàlisi de l'ADNmt mostra que els humans moderns van ocupar Euràsia en un únic esdeveniment migratori fa entre 60 i 70 kya. L'evidència genètica mostra que l'ocupació del Pròxim Orient i d'Europa es va produir no abans de 50 kya. L'estudi de l'haplogrup U ha mostrat dispersions separades des del Pròxim Orient tant a Europa com al nord d'Àfrica.
Gran part del treball realitzat en arqueogenètica se centra en la transició neolítica a Europa. L'anàlisi de Cavalli-Svorza dels patrons genètics-geogràfics el va portar a concloure que hi havia una afluència massiva de poblacions del Pròxim Orient a Europa a l'inici del Neolític. Aquesta visió el va portar "a emfatitzar fortament l'expansió dels primers agricultors a costa de les poblacions indígenes mesolítices d'alimentació". L'anàlisi de l'ADNmt a la dècada de 1990, però, va contradir aquesta visió. MB Richards va estimar que entre el 10 i el 22% de l'ADNmt europeu havia vingut de poblacions del Pròxim Orient durant el Neolític. La majoria d'ADNmt estaven "ja establerts" entre els grups mesolítics i paleolítics existents. La majoria dels "llinatges de regió de control" de l'ADNmt europeu modern es remunten a un esdeveniment fundador de la reocupació del nord d'Europa cap al final de l'últim màxim glacial (LGM). Un estudi de l'ADNmt europeu actual suggereix que aquesta reocupació es va produir després del final del LGM, tot i que un altre suggereix que es va produir abans. L'anàlisi dels haplogrups V, H i U5 donen suport a un model de "colonització pionera" d'ocupació europea, amb la incorporació de poblacions d'alimentació a les poblacions neolítiques que arriben. A més, l'anàlisi de l'ADN antic, no només de l'ADN existent, està donant llum a alguns problemes. Per exemple, la comparació de l'ADN neolític i mesolític ha indicat que el desenvolupament de la lactis va precedir la tolerància a la lactosa generalitzada.

### Àsia del sud
El sud d'Àsia ha servit com el principal corredor inicial per a la dispersió geogràfica dels humans moderns de fora d'Àfrica. Basant-se en estudis de la línia M d'ADNmt, s'ha suggerit que els primers ocupants de l'Índia eren parlants austroasiàtics que van entrar entre 45 i 60 kya. El fons genètic de l'Índia té contribucions dels primers colons, així com de poblacions d'Àsia Occidental i Àsia Central de migracions no anteriors a 8 kya. La manca de variació en els llinatges d'ADNmt en comparació amb els llinatges del cromosoma Y indica que principalment els mascles van participar en aquestes migracions. El descobriment de dues subbranques U2i i U2e del llinatge de l'ADNmt U, que va sorgir a l'Àsia central, ha "modulat" les vistes d'una gran migració des de l'Àsia central cap a l'Índia, ja que les dues branques van divergir 50 kya. A més, U2e es troba en grans percentatges a Europa però no a l'Índia, i viceversa per a U2i, la qual cosa implica que U2i és originari de l'Índia.

### Àsia oriental
L'anàlisi de les seqüències d'ADNmt i NRY (regió no recombinant del cromosoma Y) ha indicat que la primera dispersió important fora d'Àfrica va passar per l'Aràbia Saudita i la costa índia entre 50 i 100 kya, i una segona dispersió important es va produir entre 15 i 50 kya al nord de l'Himàlaia.
S'ha treballat molt per descobrir l'abast de les migracions de nord a sud i de sud a nord dins l'Àsia oriental. La comparació de la diversitat genètica dels grups del nord-est amb els del sud-est ha permès als arqueòlegs concloure que molts dels grups del nord-est asiàtic provenien del sud-est. L'estudi panasiàtic SNP (polimorfisme de nucleòtids únics) va trobar "una correlació forta i altament significativa entre la diversitat d'haplotips i la latitud", que, quan es combina amb l'anàlisi demogràfica, sosté que l'ocupació principalment va anar del sud a nord de l'Àsia oriental. L'arqueogenètica també s'ha utilitzat per estudiar les poblacions de caçadors-recol·lectors de la regió, com els ainu del Japó i els grups Negrito a les Filipines. Per exemple, l'estudi pan-asiàtic SNP va trobar que les poblacions de Negrito a Malàisia i les poblacions de Negrito a les Filipines estaven més estretament relacionades amb les poblacions locals no Negrito que entre elles, cosa que suggereix que les poblacions Negrito i no Negrito estan relacionades per un esdeveniment d'entrada a l'Àsia oriental; encara que altres grups comparteixen afinitats, fins i tot amb els indígenes australians. Una possible explicació d'això és una barreja recent d'alguns grups negres amb les seves poblacions locals.

### Amèrica
L'arqueogenètica s'ha utilitzat per entendre millor la població d'Amèrica des d'Àsia. S'ha estimat que els haplogrups d'ADNmt nadius americans tenen entre 15 i 20 kya, tot i que hi ha alguna variació en aquestes estimacions. Les dades genètiques s'han utilitzat per proposar diverses teories sobre com van ser colonitzades les Amèriques. Tot i que la teoria més estesa suggereix "tres onades" de migració després de l'últim màxim glacial (LGM) a través de l'estret de Bering, les dades genètiques han donat lloc a hipòtesis alternatives. Per exemple, una hipòtesi proposa una migració de Sibèria a Amèrica del Sud 20-15 kya i una segona migració que es va produir després de la recessió glacial. Les dades del cromosoma Y han fet que alguns considerin que hi va haver una única migració a partir de les muntanyes Altai de Sibèria entre 17,2 i 10,1 kya, després de la LGM. L'anàlisi tant de l'ADNmt com de l'ADN del cromosoma Y revela evidències de "poblacions petites i fundadores". L'estudi dels haplogrups ha portat alguns científics a concloure que una migració del sud cap a les Amèriques a partir d'una població petita era impossible, encara que una anàlisi separada ha trobat que aquest model és factible si aquesta migració es produïa al llarg de les costes.

### Austràlia i Nova Guinea
Finalment, s'ha utilitzat l'arqueogenètica per estudiar l'ocupació d'Austràlia i Nova Guinea. Els pobles indígenes d'Austràlia i Nova Guinea són fenotípicament molt similars, però l'ADNmt ha demostrat que això es deu a la convergència de viure en condicions similars Les regions no codificants de l'ADN mt no han mostrat "cap semblança" entre les poblacions aborígens d'Austràlia i Nova Guinea. A més, no es comparteix cap llinatge NRY important entre les dues poblacions. L'alta freqüència d'un únic llinatge NRY únic a Austràlia, juntament amb la "baixa diversitat d'haplotips de repetició curta en tàndem (Y-STR) cromosòmics Y associats al llinatge" proporcionen proves d'un esdeveniment de "fundador recent o coll d'ampolla" a Austràlia. Però hi ha una variació relativament gran en l'ADNmt, la qual cosa implicaria que l'efecte coll d'ampolla va afectar principalment els homes. En conjunt, els estudis de NRY i d'ADNmt mostren que l'esdeveniment de divisió entre els dos grups va ser fa més de 50 kya, posant en dubte l'ascendència comuna recent entre els dos.

## Aplicació en plantes i animals
L'arqueogenètica s'ha utilitzat per entendre el desenvolupament de la domesticació de plantes i animals.

### Domesticació de les plantes
La combinació de la genètica i les troballes arqueològiques s'ha utilitzat per rastrejar els primers signes de domesticació de plantes a tot el món. Tanmateix, atès que els genomes nuclears, mitocondrials i de cloroplasts utilitzats per rastrejar el moment d'origen de la domesticació han evolucionat a diferents ritmes, el seu ús per rastrejar la genealogia ha estat una mica problemàtic. L'ADN nuclear en concret s'utilitza sobre l'ADN mitocondrial i de cloroplast a causa de la seva taxa de mutació més ràpida, així com la seva variació intraespecífica a causa d'una major consistència dels marcadors genètics de polimorfisme. Les troballes en els "gens de domesticació" dels cultius (trets que es van seleccionar específicament a favor o en contra) inclouen
- tb1 (teosinte ramificat1): afecta la dominància apical del blat de moro[28]
- tga1 (teosinte glume architecture1): fent compatibles els grans de blat de moro per a la comoditat dels humans[28]
- te1 (orella terminal1): afecta el pes dels grans[28]
- fw2.2: afecta el pes dels tomàquets[28]
- BoCal: inflorescència de bròquil i coliflor[28]

Mitjançant l'estudi de l'arqueogenètica en la domesticació de plantes, també es poden descobrir signes de la primera economia global. La distribució geogràfica de nous cultius altament seleccionats en una regió que es troben en una altra on no s'haurien introduït originalment serveix com a prova d'una xarxa comercial per a la producció i el consum de recursos fàcilment disponibles.

### Domesticació dels animals
L'arqueogenètica s'ha utilitzat per estudiar la domesticació dels animals. Mitjançant l'anàlisi de la diversitat genètica en poblacions d'animals domesticats, els investigadors poden cercar marcadors genètics a l'ADN per donar informació valuosa sobre els possibles trets de les espècies progenitores. Aquests trets s'utilitzen llavors per ajudar a distingir les restes arqueològiques entre els exemplars salvatges i domesticats. Els estudis genètics també poden conduir a la identificació d'avantpassats per als animals domèstics. La informació obtinguda dels estudis de genètica sobre poblacions actuals ajuda a guiar la recerca de l'arqueòleg per documentar aquests avantpassats.
L'arqueogenètica s'ha utilitzat per rastrejar la domesticació dels porcs a tot el vell món. Aquests estudis també revelen proves sobre els detalls dels primers agricultors. També s'han utilitzat mètodes d'arqueogenètica per entendre millor el desenvolupament de la domesticació dels gossos. Els estudis genètics han demostrat que tots els gossos són descendents del llop gris, però actualment es desconeix quan, on i quantes vegades es van domesticar els gossos. Alguns estudis genètics han indicat múltiples domesticacions mentre que altres no. Les troballes arqueològiques ajuden a entendre millor aquest passat complicat aportant proves sòlides sobre la progressió de la domesticació dels gossos. A mesura que els primers humans domesticaven gossos, les restes arqueològiques dels gossos enterrats cada vegada són més abundants. Això no només proporciona més oportunitats als arqueòlegs per estudiar les restes, sinó que també proporciona pistes sobre la cultura humana primitiva.